# Best of '98
«Best of '98» ("Lo mejor de '98", en español) es un álbum recopilatorio de la cantante alemana C.C. Catch publicado en 1998. El álbum contiene 20 canciones estilo eurodance, todas ellas compuestas, arregladas y producidas por el alemán Dieter Bohlen. Catorce de las canciones aparecen en sus versiones originales, hay dos canciones en versión rap y dos canciones con nuevas versiones vocales. Además, se incluye un megamix en dos versiones: corta y extendida.

## Lista de canciones
Todas las canciones escritas y compuestas por Dieter Bohlen. 
| N.º | Título                                                | Duración |  |
| 1.  | «I Can Lose My Heart Tonight '99» (Rap version)       | 3:11     |  |
| 2.  | «Soul Survivor '98» (Rap version)                     | 3:02     |  |
| 3.  | «'Cause You Are Young»                                | 3:23     |  |
| 4.  | «Heartbreak Hotel»                                    | 3:24     |  |
| 5.  | «Strangers by Night»                                  | 3:38     |  |
| 6.  | «Heaven and Hell»                                     | 3:37     |  |
| 7.  | «Backseat of Your Cadillac»                           | 3:21     |  |
| 8.  | «I Can Lose My Heart Tonight '99» (New Vocal Version) | 3:30     |  |
| 9.  | «Soul Survivor '98» (New Vocal Version)               | 3:38     |  |
| 10. | «Jump in My Car»                                      | 3:49     |  |
| 11. | «Are You Man Enough»                                  | 3:37     |  |
| 12. | «Good Guys Only Win in Movies»                        | 5:42     |  |
| 13. | «Dancing in Shadows»                                  | 3:34     |  |
| 14. | «House of Mystic Lights»                              | 3:04     |  |
| 15. | «Nothing but a Heartache»                             | 3:02     |  |
| 16. | «Summer Kisses»                                       | 3:45     |  |
| 17. | «Soul Survivor»                                       | 3:16     |  |
| 18. | «I Can Lose My Heart Tonight» (Short Version)         | 3:45     |  |
| 19. | «C.C. Catch Megamix '98» (Short Version)              | 4:55     |  |
| 20. | «C.C. Catch Megamix '98» (Long Version)               | 8:01     |  |

## Posición en las listas
| Chart 1987 | Máxima Posición |
| ---------- | --------------- |
| Alemania   | 76              |

## Créditos
- Música: Dieter Bohlen
- Letra: Dieter Bohlen
- Arreglos: Dieter Bohlen
- Producción: Dieter Bohlen
- Coproducción: Luis Rodriguez
- Publicación: Hansa/Hanseatic
- Distribución: BMG Records
- Dirección de Arte y Concepto: Manfred Vormstein
- Diseño: Ariola-Studios
- Fotografía frontal: Mauritius/NAS Tom Mc Hugh - OKAPIA
- Fotografía trasera: Herbert W. Hesselmann